# Fajah Lourens

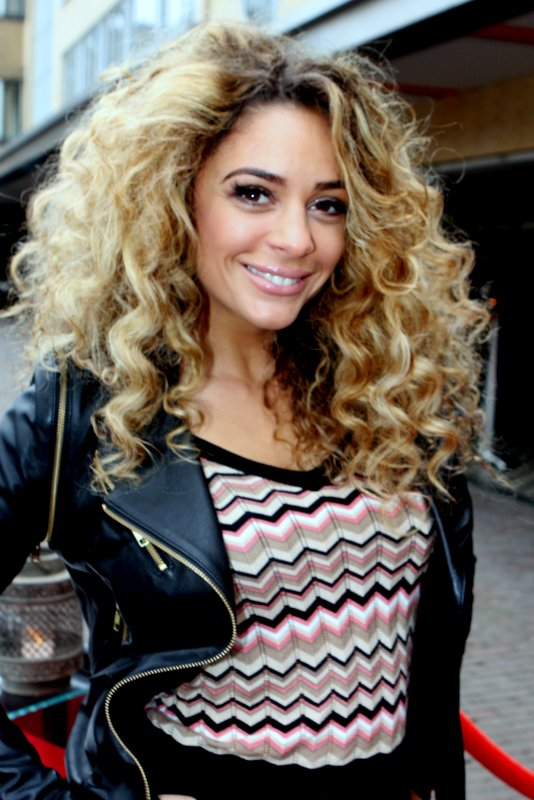
Fajah Lourens (2012)

Fajah Hanna Nicole Lourens (* 3. Juli 1981 in Amsterdam) ist eine niederländische Schauspielerin, Model und DJ.

## Leben und Karriere
Fajah Lourens ist das älteste von vier Kindern. Ihre Mutter ist Niederländerin und ihr Vater stammt von den Niederländischen Antillen ab. Im Alter von 13 bis 16 Jahren besuchte sie das Jeugdteather in Amsterdam.
Einem größeren Publikum wurde Lourens im Alter von 21 Jahren durch die Rolle der Yasmin Fuentes in der ersten niederländischen Seifenoper Goede tijden, slechte tijden bekannt. Darüber hinaus bekleidete sie zahlreiche Gastrollen in Fernsehserien. Sie spielte auch eine junge Mutter im Musikvideo für das Lied Zet Um Op (Baby) des niederländischen Rappers Kempi.
2011 hatte Lourens ihr Filmdebüt im niederländischen Film Stiletto's, in dem sie die Hauptrolle spielt. 2011 spielte sie eine Interpol-Agentin im Aktionsfilm Amsterdam Heavy.
Lourens stand 2012 im Finale der Realitysoap Expeditie Robinson, welches von Fatima Moreira de Melo gewonnen wurde.
2011 hatte Lourens ihr Debüt in der Dance-Welt, in dem sie als DJ unter dem Namen Fajah arbeitet. Seit ihrem Debüt spielt sie in Clubs wie Jimmy Woo, Panama, Beachclub Vroeger, Escape, Het Paard, Holland Casino, Cinema und Off Corso. Darüber hinaus arbeitet sie als Musikproduzentin und remixt Songs von anderen Künstlern.
Lourens ist Mutter einer Tochter und eines Sohnes.

## Filmografie (Auswahl)
- 2001–2004: Costa! (Fernsehserie, 2 Episoden)
- 2002–2005: Goede tijden, slechte tijden (Seifenoper, 29 Episoden)
- 2004: Kees & Co. (Fernsehserie, 1 Episode)
- 2006: Shouf shouf! (Fernsehserie, 1 Episode)
- 2011: Amsterdam Heavy
- 2012: Als je verliefd wordt
- 2013: Bas & Ben Bang (Kurzfilm)
- 2018: Taal is zeg maar echt mijn ding
- 2020: Suriname
- 2024: Out for Vengeance